# See the Light (Jeff Healey)
See the Light è il primo album in studio di Jeff Healey.
L'album ebbe subito un buon impatto sulla scena rock-blues del tempo, grazie ad un vigoroso mix di Blues, pop e funk.
L'album presenta una serie di cover, tra cui spiccano la traccia di apertura, Confidence Man, Angel Eyes, struggente ballata che si lanciò sia come singolo che come video, e Blue Jeans Blues degli ZZ Top.
Tra le composizioni originali, invece, My Little Girl e l'energetico funk-blues di See the Light, che diventeranno veri e propri cavalli da battaglia.

## Tracce
1. Confidence Man (John Hiatt) — 3:12
2. My Little Girl (Jeff Healey) — 3:10
3. River of No Return (Keith Reid, Jon Tiven, Sally Tiven) — 3:31
4. Don't Let Your Chance Go By (Healey) — 3:20
5. Angel Eyes (Hiatt, Fred Koller) — 4:40
6. Nice Problem To Have (Robbie Blunt, Jeff Healey Band) — 4:50
7. Someday, Someway (Martin Briley, Danny Tate) — 3:28
8. I Need to Be Loved (Healey) — 3:43
9. Blue Jean Blues (Frank Beard, Bill Gibbons, Dusty Hill) — 5:39
10. That's What They Say (Healey) — 4:27
11. Hide Away (Freddie King, Sonny Thompson) — 4:26
12. See The Light (Healey) — 4:26

## Formazione
- Jeff Healey: Chitarra, armonica a bocca, voce
- Joe Rockman: Basso, cori
- Tom Stephen: batteria, percussioni

## Crediti
- Robbie Blunt: Chitarra
- Bobbye Hall: Percussioni
- Kipp Lennon, Mark Lennon, Michael Lennon, Pat Lennon, Marilyn Martin, Timothy B. Schmidt: Cori aggiuntivi
- Benmont Tench: Tastiere